# Park Milenijny w Chicago

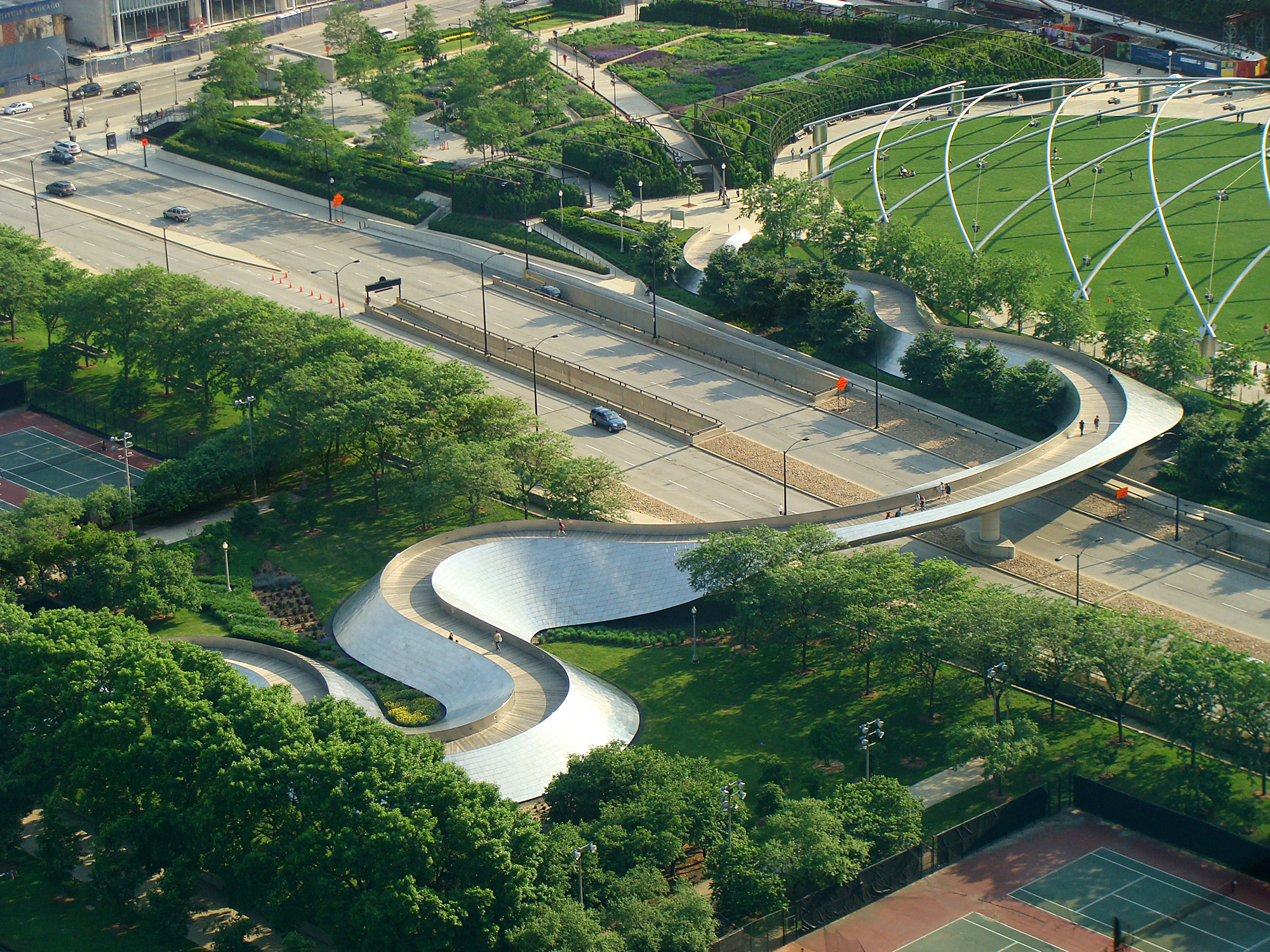
Most dla pieszych w Parku Milenijnym

Park Milenijny w Chicago to park publiczny znajdujący się w centrum Chicago w stanie Illinois w USA. Park położony jest nad brzegiem jeziora Michigan i obejmuje 24,5 akra powierzchni w północno-zachodniej części Parku Granta, który jest ograniczony ulicami Michigan Avenue, Randolph Street, Columbus Drive i East Monroe Drive.
Planowanie budowy parku rozpoczęto w październiku 1997 roku. Budowę podjęto w rok później, a otwarcie Parku Milenijnego nastąpiło 16 lipca 2004 roku, w cztery lata później niż planowano. Trzydniowa ceremonia otwarcia zgromadziła około 300 000 osób. Park Milenijny uważany jest za najważniejsze założenie nie-biznesowe od czasów wielkiej Wystawy Światowej z roku 1893 i znacznie przekroczył w budowie zakładany budżet, który miał wynosić 150 milionów USD. Ostateczny koszt: 475 milionów, pokryto z podatków mieszkańców Chicago i datków prywatnych darczyńców. Wkład miasta wyniósł 270 milionów. Opóźnienia w budowie i znaczne przekroczenie kosztów składano na karb złego planowania i wielu zmian konstrukcyjnych. Wielu krytyków pochwaliło jednak park po jego ukończeniu.